# V-sit
V-sit è il secondo album della cantante giapponese Masami Okui uscito il 21 settembre 1996 dalla Starchild. L'album ha raggiunto la diciannovesima posizione della classifica degli album più venduti in Giappone, vendendo 48 330 copie.

## Tracce
1. MASK (masamix)
2. Saiko no GAMBLE (最高のGAMBLE)
3. Shake It
4. Uso no Egao Hontou no Namida (嘘の笑顔 本当の涙)
5. Lonely soul
6. DREAMING HEART
7. Futari (二人)
8. LOVE IS FIRE
9. GET MY WAY
10. Senjou no Madonna (戦場のマドンナ)
11. Ryouki ~Heaven & Hell~ (領域 ～Heaven & Hell～)
12. Majime na Kikkake (真面目なキッカケ)
13. Jama wa Sasenai (live rock-on) (邪魔はさせない)
14. Friends